# Teleč
Teleč (německy Teletsch) je malá vesnice, část města Bochov v okrese Karlovy Vary v Karlovarském kraji. Nachází se u silnice II/198, asi čtyři kilometry na jih od Bochova. Teleč je také název katastrálního území o rozloze 3,07 km². Většina domů stojí v někdejší telečské osadě Dlouhá Ves, která po roce 1950 jako administrativní část zanikla.

## Název
Název vesnice je odvozen z osobního jména Telec ve významu Telcův dvůr. V historických pramenech se objevuje ve tvarech: de Telcz (1364), de Telecz (1398), w Telczi (1437), w Telcžij (1543), Telcz (1588), Teltz (1654), Töltsch (1664) a Teltsch nebo Telč (1847).

## Historie
První písemná zmínka o vesnici pochází z roku 1364, kdy patřila Hrčovi z Telče. Roku 1399 ji vlastnil nejspíše nějaký jeho potomek jménem Petr. Koncem druhé poloviny patnáctého století vesnici po smrti Vítka z Ratiboře v roce 1497 získali bratři Ctibor a Burjan z Martic. Vesnice potom byla rozdělena a její část roku 1543 koupil Anselm ze Šternsdorfu, jehož potomek Abrahám ji v roce 1588 prodal Kateřině ze Schreibsdorfu a jejímu synovi Kašparovi. Členům jejich rodu vesnice s tvrzí patřila až do roku 1760, kdy ji koupili Štampachové. Tvrz existovala již ve čtrnáctém století a podle Miloslava Bělohlávka byla přestavěna na stodolu u domu, který měl v osmdesátých letech dvacátého století čp. 3.

## Obyvatelstvo
Při sčítání lidu v roce 1921 zde žilo 259 obyvatel (z toho 122 mužů), z nichž bylo 258 Němců a jeden cizinec. Všichni se hlásili k římskokatolické církvi. Podle sčítání lidu z roku 1930 měla vesnice 234 obyvatel: jednoho Čechoslováka, 228 Němců a pět cizinců. I tentokrát všichni byli římskými katolíky.
|           | 1869 | 1880 | 1890 | 1900 | 1910 | 1921 | 1930 | 1950 | 1961 | 1970 | 1980 | 1991 | 2001 | 2011 | 2021 |
| --------- | ---- | ---- | ---- | ---- | ---- | ---- | ---- | ---- | ---- | ---- | ---- | ---- | ---- | ---- | ---- |
| Obyvatelé | 286  | 276  | 248  | 238  | 221  | 259  | 234  | 48   | 30   | 15   | 4    | —    | 13   | 22   | 26   |
| Domy      | 48   | 49   | 50   | 51   | 51   | 48   | 48   | 16   | 7    | 4    | 2    | 6    | 8    | 8    | 13   |

## Obecní správa
Při sčítání lidu v letech 1869–1950 Teleč byl samostatnou obcí, se kterým patřil nejprve do okresu Žlutice, ale v roce 1950 v okrese Toužim. Od roku 1964 je částí města Bochov v okrese Karlovy Vary.

## Osobnosti
Narodil se tu Karl Pickert (1835–1888), významný českoněmecký politik 19. století.

## Další fotografie

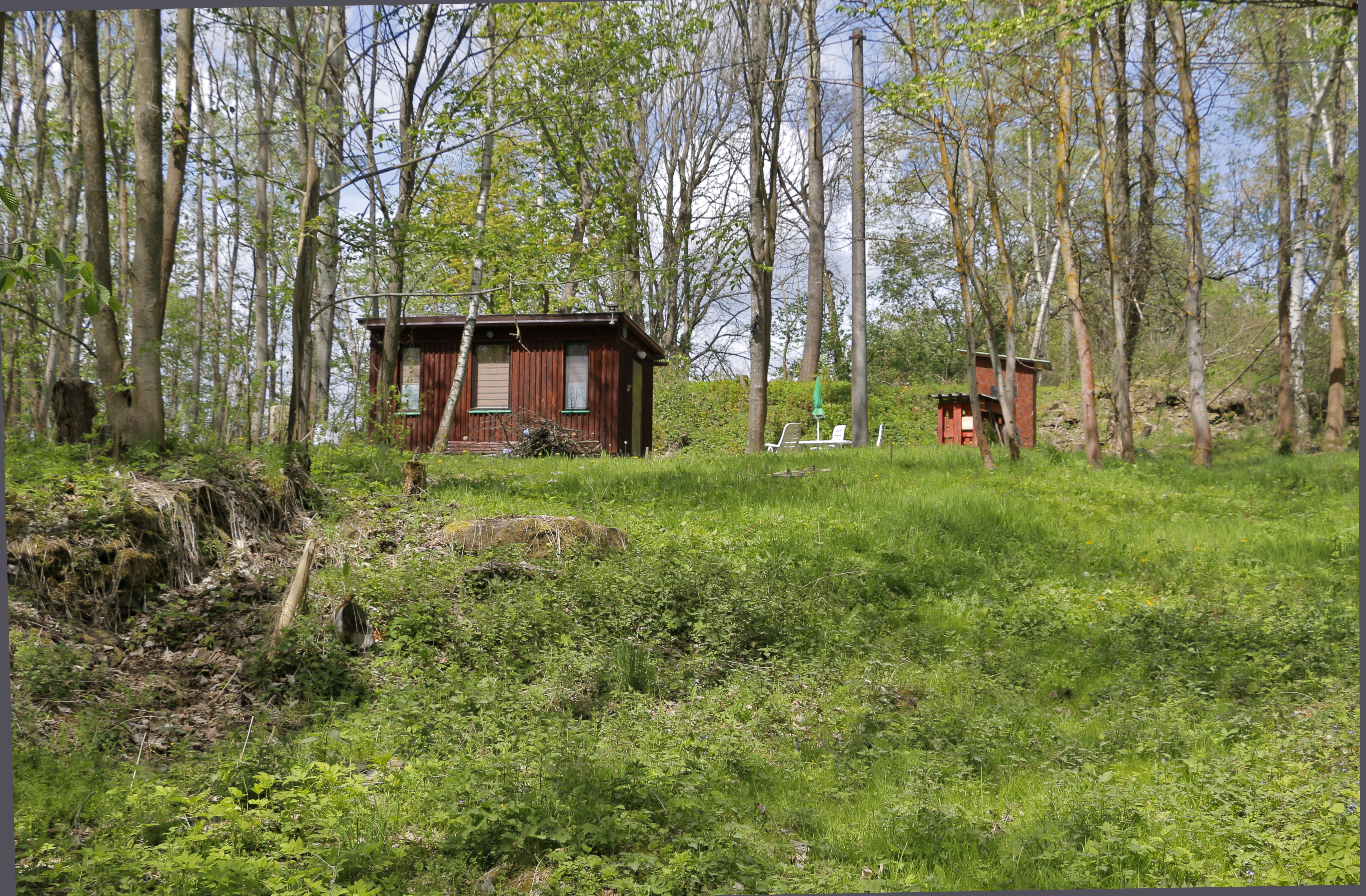
Chaty v lese
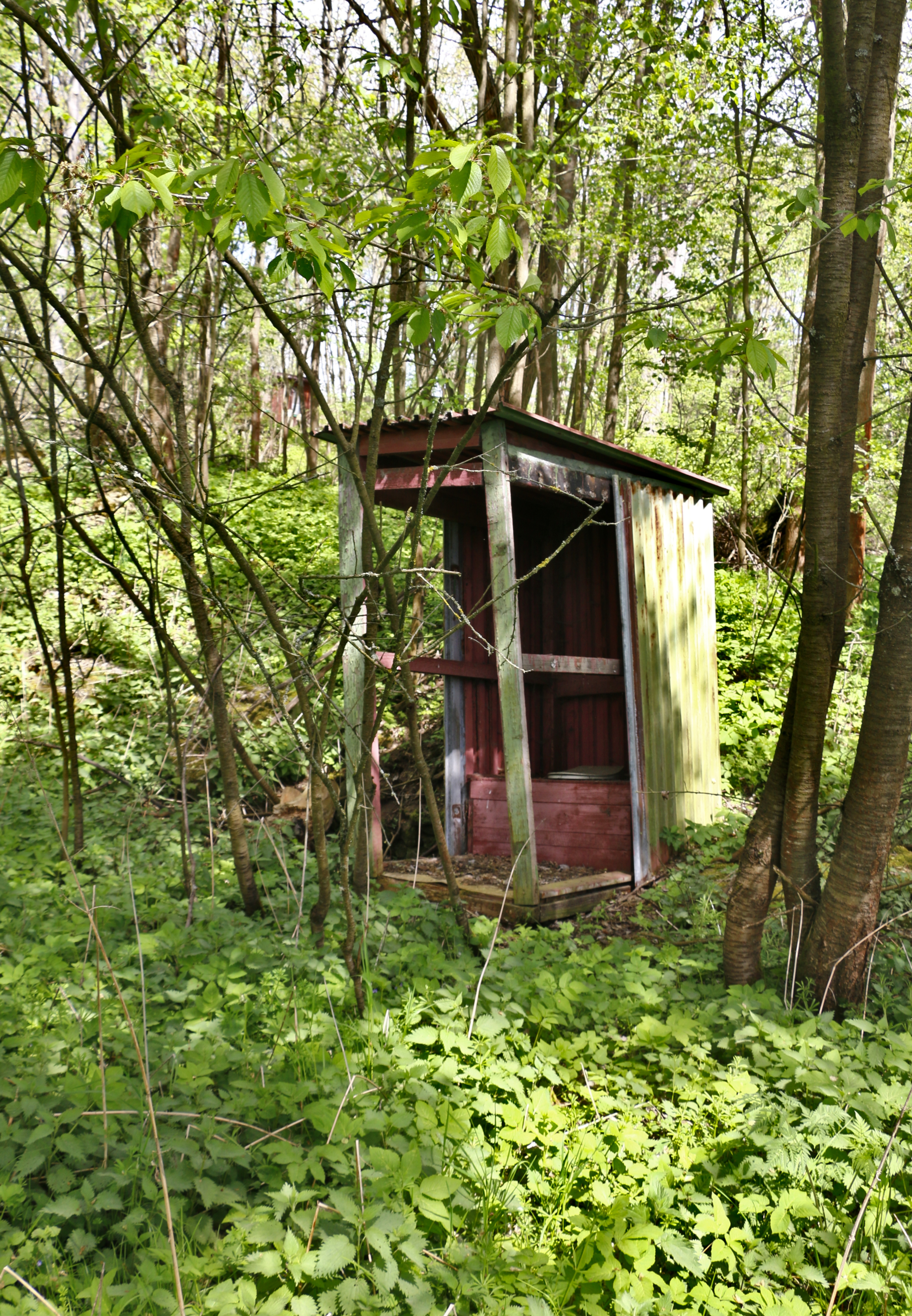
Zbytky chatek
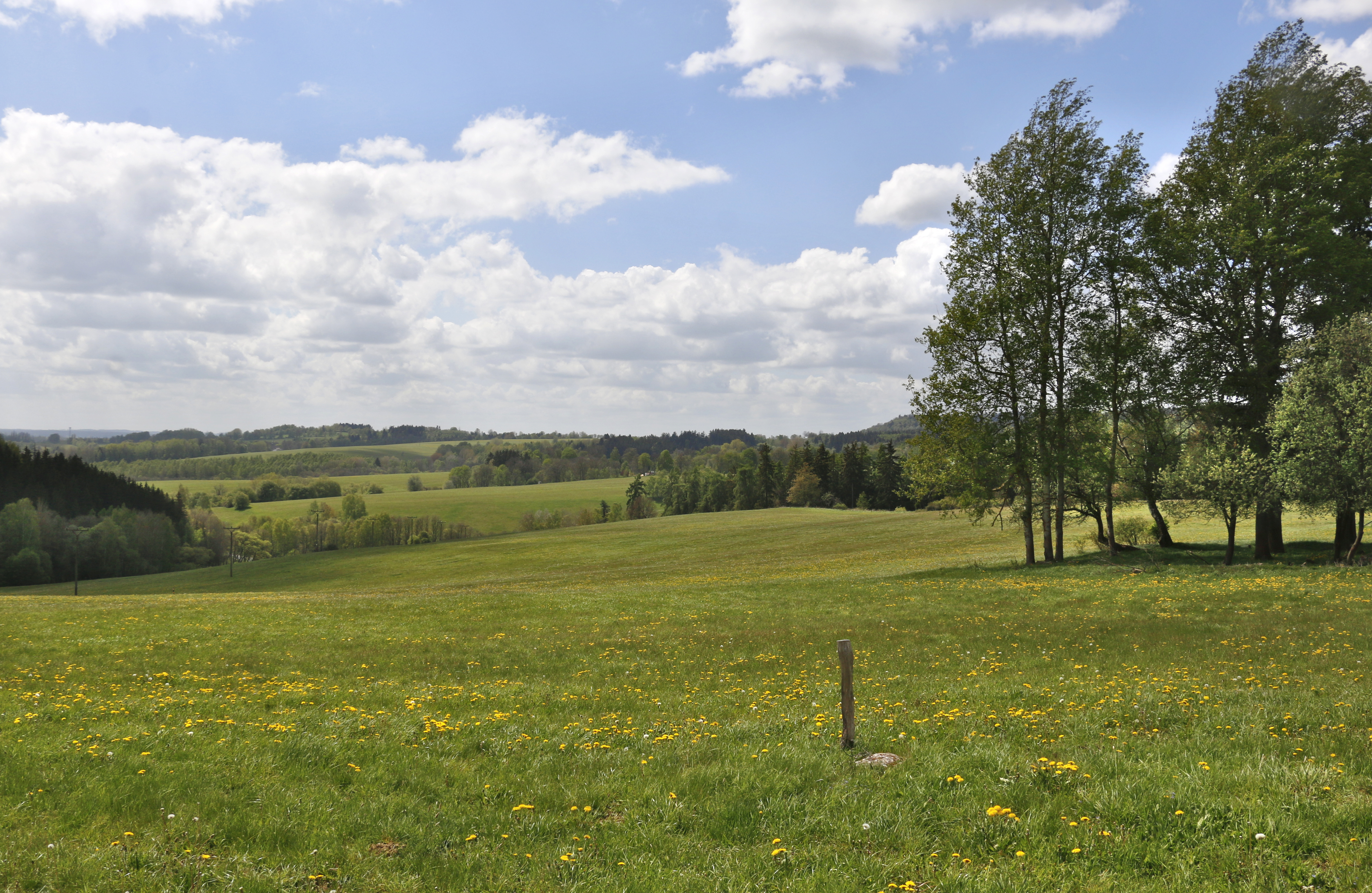
Krajina u vsi
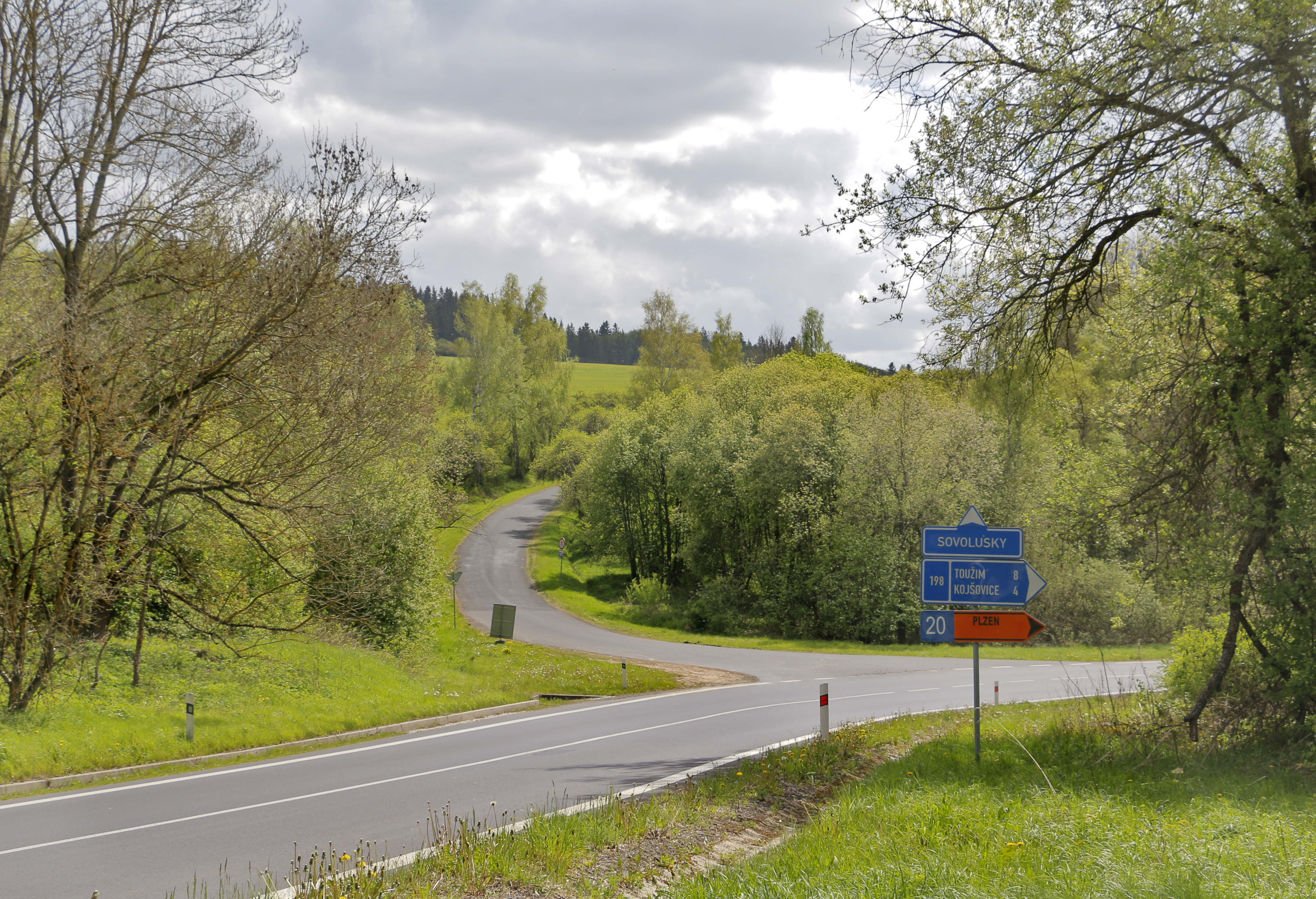
Křižovatka na silnici II/198